# Посольство Украины в Болгарии
Посольство Украины в Болгарии (укр. Посольство України в Болгарії) — дипломатическое представительство (уровня посольства) Украины в Болгарии. Находится в городе Софии.

## Задачи посольства
Основными задачами посольства Украины в Софии является представление интересов Украины в Болгарии, способствование развитию международных политических, экономических, культурных, научных и других связей между двумя странами, а также защита права и интересов граждан и юридических лиц Украины, которые находятся на территории Болгарии. Посольство поддерживает культурные связи с украинской диаспорой. Посольство способствует развитию добрососедских отношений между Украиной и Болгарией на всех уровнях, с целью обеспечения гармоничного развития взаимных отношений, а также сотрудничества по вопросам, представляющим взаимный интерес. Посольство выполняет также консульские функции.

## История дипломатических отношений

Сотрудники дипломатической миссии Украинской народной республики в Болгарском царстве

Основы болгаро-украинских межгосударственных отношений были заложены во время Брестской мирной конференции, когда Украинская Народная Республика подписала мирный договор с блоком Центральных держав, в числе которых среди которых было и Болгарское царство. 12 февраля 1918 года украинская и болгарская делегации подписали также отдельное двустороннее соглашение, в котором отмечалось, что оба государства «согласились немедленно нормировать установления публичных и частно-правовых отношений … об отмене военно-пленных и интернированных гражданских лиц, по вопросу об амнистии, которая должна быть дана по поводу заключения мира и по вопросу о кораблях, которые попались во власть врагов…». Таким образом Болгарское царство признало независимость Украинской Народной Республики.
15 июля 1918 года в Вене состоялся обмен ратификационными грамотами Брестского мирного договора между украинским государством и Болгарским царством. Украинскую грамоту за подписью гетмана Павла Петровича Скоропадского передал украинский посол в Вене Вячеслав Казимирович Липинский, болгарскую за подписью царя Фердинанд I — советник болгарского посольства в Вене в ранге временно поверенного Николай Джебаров.
Первым чрезвычайным и полномочным послом Украинской Народной Республики в Болгарском царстве был Александр Яковлевич Шульгин. В состав посольства Украины в Болгарском царстве входило 10 дипломатов.
В июле 1918 года происходило формирование кадрового состава посольства в Софии, в состав посольства вошло 10 дипломатов. 17 июля посольство возглавил бывший министр иностранных дел Украинской Народной Республики Александр Яковлевич Шульгин. Выбор опытного дипломата на эту должность указывает на то, что П. Скоропадский уделял отношениям с Болгарией большое внимание. В посольство также вошли советник Фёдор Григорьевич Шульга, первый секретарь Пётр Сикора, секретари Василий Драгомирецкий и Дмитрий Ильич Шелудько, атташе Юлиан Налисник и Николай Лаврик. Переводчиком при посольстве был Иоаний Додул. В качестве военного атташе при посольстве состоял генерал Борис Павлович Бобровский, который согласно тайной «Инструкции военным агентам» должен был предоставлять исчерпывающую информацию о состоянии страны пребывания, её вооружённых силах, военном потенциале, системы военной подготовки и тому подобной. Он должен был ежемесячно направлять полученную конфиденциальную информацию в отдел зарубежного связи. Также атташе собирал информацию об украинских военнопленных на территории Болгарии. Путь в Софию лежал через Львов, где украинские дипломаты провели ряд встреч с членами Украинского парламентского клуба в австрийском парламенте и митрополитом Шептицким, и Вену, где они присутствовали при обмене верительными грамотами между Вячеславом Липинским и болгарскими дипломатами. 28 июля украинское посольство прибыло в Софию. 18 августа (по другим данным — 7 сентября) первый украинский посол Александр Шульгин в торжественной обстановке вручил верительные грамоты царю Болгарии Фердинанду I. Посольство Украинской Народной Республики в Болгарском царстве располагалось в Софии на улице Хан Крум, дом № 11. Помимо указанных сотрудников в посольстве работали дипломатический гонец Александр Пеленский, рассыльный Иван Дараган и младший чиновник по военному найму Иван Волчанский.
Украинское посольство в Болгарском царстве занималось развитием двусторонних отношений, распространением информации об Украинской державе, возвращением военнопленных украинцев на родину. В начале сентября 1918 года согласно условиям Брест-Литовского мирного договора была создана специальная комиссия по делам репатриации военнопленных украинцев. В её состав вошли сотрудники посольства А. Шульгин, Ф. Шульга, В. Драгомирецкий, П. Сикора, представитель военного министерства капитан Балтов, начальник Софийской инспекции по делам военнопленных Иванов и секретарь Бюро по делам военнопленных при болгарской армии. В течение 1918—1919 годов в Болгарии находилось около 5 тысяч военнопленных бывшей русской императорской армии (по другим оценкам — от 9 до 12 тысяч).
Помимо дипломатической миссии Украинская держава планировала открытие в Болгарии консульских учреждений: в Софии было открыто генеральное консульство, в Варне — вице-консульство, в Бургасе — консульство. Эти учреждения должны были способствовать развитию торговых отношений между странами, предоставлять материальную и юридическую помощь гражданам Украины, способствовать учреждению образовательных и культурных учреждений. Дополнительно консульским учреждениям надлежало заниматься делами возвращения украинских военнопленных. Однако полноценную работу консульства так и не начали.
В январе 1919 года начала работу Парижской мирной конференции по итогам закончившейся Первой мировой войны. Украинской дипломатии представилась возможность получить признание украинской государственности. В связи с этим Александр Шульгин поручил управление посольством своему советнику Фёдору Шульге, а сам направился в Париж, где возглавил украинскую делегацию на переговорах. Одновременно с этим падает и значение посольства, поскольку поражение Болгарии в войне, потеря ей территорий, политического и экономического значения на Балканах, а также политическая нестабильность в самой Украине привели к тому, что власти Болгарии утратили интерес к украинским делам. Несмотря на это, украинское посольство продолжало свою работу. В 1919 году начат выпуск непериодического журнала на болгарском языке «Українське Слово» с целью знакомства болгарской общественности с жизнью, историей и культурой Украины. С октября 1919 издавался двухнедельник на болгарском языке «Украинско-Български Преглед», содержание которого было значительно шире. Издательская деятельность прекратилось в июне 1920 года в связи с недостатком средств и отсутствии информации из Украины.
Снижение значимости посольства для межгосударственных отношений привело к тому, что тогдашний министр иностранных дел УНР Андрей Николаевич Ливицкий поручил контроль за деятельностью посольства главе украинского посольства в Турции Александру Игнатьевичу Лотоцкому. Фактически руководящий делами посольства Фёдор Шульга в июле 1919 года направился с командировкой в Стамбул, где получил от Ливицкого указания по дальнейшей работе посольства. В конце августа Шульга вернулся в Софию. К этому времени среди сотрудников посольства назрело недовольство деятельностью своего руководителя, прежде всего финансовой стороной. 28 августа работники подали Шульге коллективное заявление следующего содержания: «Не соглашаясь с Вашей дипломатической деятельностью в Болгарии, а также считая недопустимыми для официальной лица Ваши личные уступки, мы нижеподписавшиеся заявляем, что находим невозможным в дальнейшем работать в посольстве вместе с Вами». После этого Фёдор Шульга 6 сентября сложил с себя полномочия управляющего посольством и передал управление секретарю Василию Драгомирецкому.
С сентября 1919 года в штате посольства состояли: временно управляющим посольством Василий Драгомирецкий, младшие секретари П. Сикора (вёл текущую переписку посольства, отвечал за вопросы военнопленных и беженцев, вёл бухгалтерию) и Д. Шелудько (занимался делами прессы и информационно-пропагандистской деятельностью), переводчик И. Додул (помимо перевода занимался также консульских дел и выполнением различных поручений), младшие чиновники Ю. Налисник (регистратура и хозяйственная часть посольства) и Н. Лаврик (помогал в ведении бухгалтерии).
С конца сентября украинское посольство в Софии находилось в крайне сложном финансовом положении. Ситуация осложнялась и тем, что в конце 1919 года болгарское правительство фактически перестало официально признавать украинское посольство. Новый министр иностранных дел Болгарии Михаил Маджаров при встрече с Василием Драгомирецким советовал ему «… сидеть тихо и даже не сноситься с министерством официально». Министерство иностранных дел Болгарии издало специальное коммюнике в котором отмечалось, что украинского посольства в Болгарии нет, а есть только группа частных людей. Французские оккупационные власти, в сферу действия которой входила Болгария после поражения в Первой мировой войне, отказались признавать украинское посольство в качестве официального депломатического представительства, поскольку не признавали Украину как независимое государство.
Было запрещено каким-либо способом, будь то с помощью дипломатического курьера или почтово-телеграфной связи, осуществлять контакты с украинским правительством и его представителями за рубежом. После этого посольство оказалось на нелегальном положении. Несмотря на это, работники посольство продолжали свою работу. Ситуация, однако, усугублялась ещё и тем, что от посольство не получало от министерства иностранных дел никаких инструкций, указаний и финансовых средств. Сотрудникам посольства не хватало денег даже на еду, одежду и канцелярские принадлежности. Из-за этого к середине 1920 года в штате осталось лишь три сотрудника: управляющий В. Драгомирецкий и младшие чиновники Н. Лаврик и Ю. Налисник.
В конце 1920 года, в связи с поражением Директории в борьбе с большевистским правительством Украинской ССР правительство УНР оказалось в изгнании, которое осложнялось недостатком финансов. В этой ситуации ноябре 1920 года министерство иностранных дел УНР решило прекратить деятельность своего посольства в Болгарии с 1 декабря 1920 года. На ликвидацию было выделено 110 595 болгарских левов, за счёт которых было выплачено и жалование сотрудникам за последние месяцы: Драгомирецком 81,9 тысяч львов, Лаврику — 16 тысяч, Налиснику — 12 тысяч. Управляющим делами дипломатического представительства Украинской Народной Республики в Болгарском царстве назначили главу Чрезвычайной дипломатической миссии Украинской Народной Республики в Королевстве Румыния Константина Андриановича Мациевича. 10 марта 1921 года он вручил верительные грамоты премьер-министру Болгарского царства Александру Стамболийскому. Обязанности дипломатического агента в Болгарии выполнял Василий Драгомирецкий. Непродолжительное пребывание Мациевича в Болгарии принесло положительные результаты в части оживления двусторонних отношений и налаживания работы посольства.
После восстановления независимости Украины 24 августа 1991 года Болгария признала Украину 5 декабря 1991 года. 13 декабря 1991 года между Украиной и Болгарией были установлены дипломатические отношения. 5 октября 1992 года был подписан Договор о дружбе и сотрудничестве между Украиной и Республикой Болгарией. 18 мая 1993 года Чрезвычайный и полномочный посол Украины Александр Воробьёв вручил верительные грамоты Президенту Болгарии Желю Желеву.

## Послы Украины в Болгарии
В списке в прямом хронологическом порядке представлены руководители дипломатического представительства Украинского государства в Болгарии.
1. Дмитрий Ильич Шелудько[укр.], временный поверенный (1918)[8][9]
2. Александр Яковлевич Шульгин (1918);
3. Фёдор Григорьевич Шульга[укр.], временный поверенный (1919);
4. Василий Драгомирецкий[укр.], временный поверенный (1919—1921);
5. Константин Андрианович Мациевич (1921—1923)[5];
6. Александр Константинович Воробьёв (19 февраля 1993[10]—3 марта 1998[11]);
7. Вячеслав Владимирович Похвальский (24 июня 1998[12]—29 марта 2004[13]);
8. Юрий Александрович Рылач (29 марта 2004[14]—14 июня 2006[15]);
9. Любовь Васильевна Непоп, временный поверенный (2006—2007);
10. Виктор Мартинович Кальник[укр.] (7 февраля 2007[16]—4 марта 2011[17]);
11. Николай Фёдорович Балтажи (4 марта 2011[18]—13 июля 2018[19]);
12. Виталий Анатольевич Москаленко (13 июля 2018[20]—23 декабря 2022[21])
13. Олеся Константиновна Илащук (с 23 декабря 2022[22]).

## Консульства
В декабре 2001 года Украина открыла генеральное консульство в городе Варна.
По состоянию на февраль 2021 года Украина имеет трёх почётных консулов на территории Болгарии: в Бургасе, Пловдиве и Русе.